# Gruppe Rih
Die Gruppe Rih war eine 1919 gegründete und bis 1920 bestehende Künstlergruppe in Karlsruhe. 
Ihr gehörten die Maler Rudolf Schlichter, Wladimir von Zabotin, Georg Scholz, Oskar Fischer, Julius Kaspar, Egon Itta, Eugen Segewitz und Walter Becker an. Sie stand dem Dadaismus und dem Kubismus nahe und setzte sich für die Überwindung der Konventionen in der Kunst ein, später fand eine Weiterentwicklung in Richtung Neue Sachlichkeit statt. 

## Geschichtliche Einordnung
Nach dem Sturz des Kaiserreichs 1918 setzte unter bildenden Künstlern in Deutschland eine Aufbruchstimmung ein. Bereits im Dezember 1918 forderte die in Berlin gegründete Künstlervereinigung Novembergruppe die deutschen Künstler auf, den Neubeginn in der Republik durch kulturpolitische Initiativen zu unterstreichen. In der Folge schlossen sich in verschiedenen Zentren bildender Künste, so in Düsseldorf, Hamburg, Bielefeld, Dresden, Halle, Magdeburg, Stuttgart und Karlsruhe, fortschrittliche Kräfte zu Ortsgruppen zusammen.
Im Februar/März 1919 bildeten in Karlsruhe ehemalige Absolventen der dortigen Kunstakademie eine Künstlervereinigung, die man zunächst Ost-West nennen wollte. Ziel war, mit ihren Werken, die dem Expressionismus oder dem Dadaismus zugeordnet werden konnten, der eher konservativen Karlsruher Kunstszene etwas entgegenzusetzen. Erst kurz vor ihrer Debüt-Ausstellung am 1. April 1919 in Karlsruhe entschied man sich um und gab sich den Namen Gruppe Rih. Dies sollte das eigene Streben nach Loslösung und Befreiung von den Konventionen dokumentieren und den Aufbruch zu Neuem, Ungestümem, Provokativem symbolieren.

## Ausstellungen
Die neue Vereinigung organisierte insgesamt fünf Ausstellungen (drei davon im Jahr 1919 in Karlsruhe, Berlin und Frankfurt sowie zwei 1920 in Karlsruhe und Darmstadt). Neben dem Debüt in der Galerie Moos fand 1920 mit einer Gemeinschaftsausstellung im Badischen Kunstverein, an der sich auch die Novembergruppe sowie die Stuttgarter und Dresdner Ortsgruppe beteiligten, noch eine zweite Präsentation der Gruppe in Karlsruhe statt.

## Rezeption
Carl Zuckmayer erwähnt die Gruppe, die er durch Wilhelm Fraenger kennengelernt hatte, in Als wär’s ein Stück von mir und beschreibt die Mitglieder z. T. als recht exzentrisch. Offenbar legten sie großen Wert darauf, nicht übersehen zu werden:

„Besonders häufig fuhren wir nach Karlsruhe, wo es eine Vereinigung moderner Maler gab, die sich die 'Gruppe Rih' nannte - nach Karl Mays unvergleichlichem, über die arabische Steppe dahinfliegenden Rapphengst. Doch hätte sich der keusche May nicht träumen lassen, welch erotomane Bedeutung seinem braven, ehrbaren Schammar-Hengst dort beigelegt wurde. Wenn man um diese Zeit die biedere Stadt Karlsruhe betrat, gleich ob vom Bahnhof her oder aus irgendeiner ländlichen Umgebung, fand man überall, an Häuserwänden und Mauern, ein mit farbiger Kreide gezeichnetes - allerdings kubistisch verschlüsseltes - phallisches Symbol, in seinen Grundformen unmissverständlich, darunter einen Pfeil mit der in kindlichen Schriftzügen angebrachten Weisung: Zur Gruppe Rih!
Folgte man diesem Wegweiser, so gelangte man zu den in einer stillen Seitenstraße gelegenen Ateliers [...]“

Infolge solcherart Provokationen traf die Gruppe auf massive Widerstände traditionsbewusster Bürger. In der örtlichen Künstlerszene Karlsruhe entbrannte der sogenannte Expressionismusstreit. Sogar im badischen Landtag wurde die Aktivität der Gruppe Rih zum Thema. Die provokativen Themen und die neue Formensprache wurden diffamiert, als dilettantisch oder sogar als Werke von Geisteskranken bezeichnet. Es war der SPD-Abgeordnete und Kunstfreund Ludwig Marum, der die Künstler im Landtag verteidigte und um Verständnis für moderne Kunstrichtungen warb.

## Auflösung der Künstlergruppe
Die Gruppe Rih setzte sich für einen freien Kunstbegriff ein, klammerte aber das politische Moment aus. Infolge der Rückwendung einiger Mitglieder zu traditionellen Darstellungsweisen ergaben sich künstlerische Divergenzen. Andere, wie Schlichter und Scholz, waren bereits 1919 Mitglieder der Kommunistischen Partei Deutschlands (KPD) geworden. Schlichter siedelte zudem 1919 nach Berlin über. Es entstand damit eine innere Entfremdung, die die Auflösung der Gruppe Rih im Sommer 1920 bedingte.